# 夏威夷叛乱

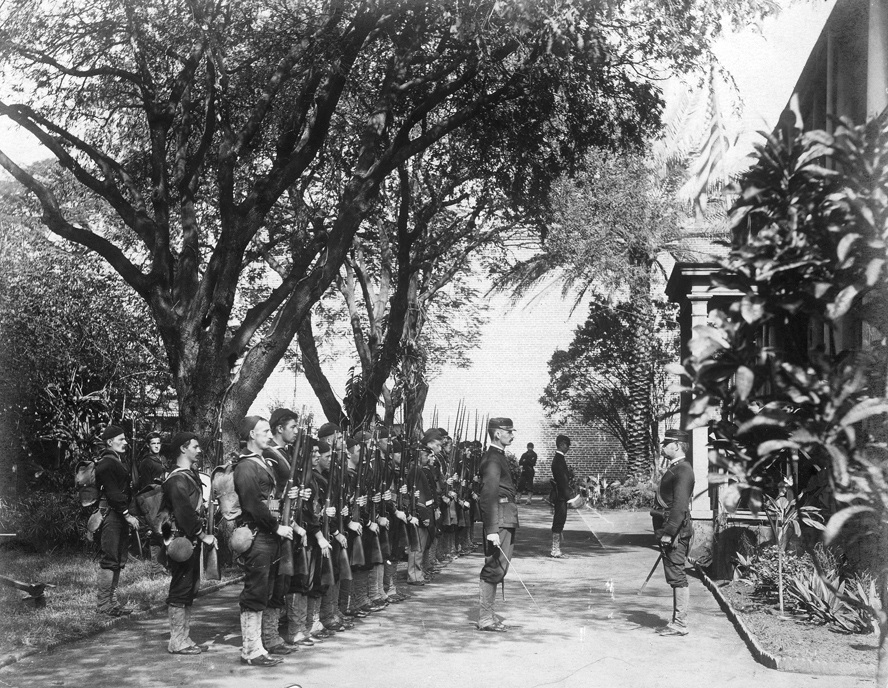
1893年夏威夷君主制被推翻，美國軍隊在檀香山登陸

夏威夷叛乱是1887年至1895年期间夏威夷群島境內爆發的叛亂。具有欧洲和美洲血统的夏威夷人發動叛乱，目的是讓夏威夷王國與美国合并，而且美國政府默許這些夏威夷人發動叛亂。